# ديفيد ريفيل
ديفيد ر. ريفيل (من مواليد 19 أبريل 1943) هو سياسي سابق في أونتاريو بكندا وناشط ومعلم نشط في مجال فخر المجانين ودراسات المجانين ودراسات الإعاقة. كان ريفيل عضوًا ديمقراطيًا جديدًا في الجمعية التشريعية في أونتاريو من عام 1985 إلى عام 1990 وكان يمثل دائرة ريفرديل في وسط مدينة تورنتو. بين عامي 1990 و1995 كان مستشارًا لحكومة بوب راي.

## الخلفية
وُلِد ريفيل في برانتفورد بأونتاريو. وبعد تخرجه من معهد برانتفورد الجامعي في عام 1961 التحق بكلية ترينيتي في جامعة تورنتو ثم انتقل إلى كلية الحقوق. وكان من المتوقع أن يسير على خطى والده -القاضي في أونتاريو-. لكن بدلاً من ذلك أصيب ريفيل بالاكتئاب الهوسي وحاول الانتحار أثناء دراسته للقانون. ثم أودعوه في مستشفى للأمراض النفسية وأصبح من دعاة إصلاح الصحة العقلية بعد إطلاق سراحه.
خلال مقابلة مع وكالة الأنباء الكندية قال ريفيل مازحاً: "لقد أصبحت ديمقراطياً جديداً لأنني كنت مريضاً عقلياً" وقد شعر بالحيرة عندما ظهر تصريحه كعنوان رئيسي في الصحف في جميع أنحاء البلاد. ولقد كان يؤكد على أنه بدأ يتعلم شيئًا عن العجز في المستشفى وانضم إلى الحزب الديمقراطي الجديد للقتال من أجل الأشخاص المهمشين. لقد مازح ذات مرة بأنه كان عضو البرلمان الوحيد الذي يحمل شهادة تثبت أنه عاقل 

## سياسته
خدم ريفيل في مجلس مدينة تورنتو من عام 1980 إلى عام 1985 وبرز كعضو شعبي في منطقة وسط المدينة. كما اشتهر في المقام الأول بعمله في مجال الإسكان بأسعار معقولة وكان مسؤولاً عن تحقيق إنجاز بيئي أول. وتمكن من إقناع المجلس بمنح تمويل للتدخل لمجموعة مجتمعية للمشاركة في التقييم البيئي لمحطة بخارية مقترحة تعمل بالنفايات. ومن بين المجموعة التي نظمت حول هذه القضية ظهر اثنان من الساسة المشهورين هما مارلين تشورلي وبيتر تابونز وكلاهما كان عضوًا في مجلس المدينة قبل انتخابهما في الهيئة التشريعية. ثم انتُخب ديفيد لعضوية المجلس التشريعي في أونتاريو في الانتخابات الإقليمية عام 1985 وحقق فوزًا سهلاً في ريفرديل. كما أعيد انتخابه في انتخابات عام 1987 متغلبًا على عضو البرلمان الليبرالي المستقبلي وعضو مجلس المدينة آنذاك جيم كاريجيانيس بفارق حوالي 1500 صوت. وقد كان ريفيل عضوًا في البرلمان عن حزب المعارضة طوال فترة وجوده في الهيئة التشريعية. وهو فخور بكونه مؤلف مشروع قانون خاص وضع أصحاب الغرف والنزلاء تحت حماية قانون المالك والمستأجر لأول مرة. (مشروع القانون رقم 10)

### السجل الانتخابي
| %                | الأصوات | المُرَشَّح        | الحزب             | الحزب   |
| ---------------- | ------- | ------------- | ----------------- | ------- |
| 52.2             | 9,869   | ديفيد ريفيل   | الديمقراطي الجديد | {{{2}}} |
| 24.3             | 4,590   | بريت سنيدر    | المحافظ التقدمي   | {{{2}}} |
| 20.9             | 3,949   | دوغ ديميل     | الليبرالي         | {{{2}}} |
| 1.7              | 322     | ماجي بيزيل    | الشيوعي           | {{{2}}} |
| 1.0              | 192     | مايكل تيجتمير | غرين              | {{{2}}} |
|                  | 18,922  | المجموع       | المجموع           | المجموع |
| الصحافة الكندية. |         |               |                   |         |

| %            | الأصوات | المُرَشَّح         | الحزب             | الحزب   |
| ------------ | ------- | -------------- | ----------------- | ------- |
| 44.9         | 10,321  | ديفيد ريفيل    | الديمقراطي الجديد | {{{2}}} |
| 37.2         | 8,552   | جيم كاريجيانيس | الليبرالي         | {{{2}}} |
| 14.3         | 3,285   | بوب دود        | المحافظ التقدمي   | {{{2}}} |
| 1.4          | 330     | ديبورا هوجمان  | غرين              | {{{2}}} |
| 1.3          | 292     | بايرون جاربي   | التحرري           | {{{2}}} |
| 0.9          | 210     | ماجي بيزيل     | الشيوعي           | {{{2}}} |
|              | 22,990  | المجموع        | المجموع           | المجموع |
| تورنتو ستار. |         |                |                   |         |

## مرحلة لاحقة من حياته
لم يسع ريفيل إلى إعادة انتخابه في عام 1990 بحجة أنه أراد تخصيص وقته لأنشطة أكثر فائدة. بعد فوز الحزب الديمقراطي الجديد بأغلبية الحكومة في الانتخابات الإقليمية عام 1990 عمل كمستشار أول لرئيس الوزراء بوب راي.
في عام 1994 عُين ريفيل رئيسًا للجنة المناصرة في أونتاريو ولكن حلتها حكومة مايك هاريس بعد أقل من عامين. وفي عام 2001 حصل على جائزة من مجلس الكنديين ذوي الإعاقة. وكان يدير شركة استشارية تدعى ديفيد ريفيل وشركاؤه متخصصة في البحث الاجتماعي وتنمية المجتمع. وبصفته مستشار لمركز الإدمان والصحة العقلية ساعد في تطوير برنامج التعليم المعزز في كلية جورج براون، حيث يساعد البرنامج الحائز على جوائز الأشخاص الذين لديهم تاريخ من الصحة العقلية والإدمان في الحصول على وظائفهم الأولى في صناعات البناء والطهي.
في عام 2004 بدأ ريفيل التدريس في كلية دراسات الإعاقة في جامعة رايرسون (جامعة تورنتو متروبوليتان حاليًا). وكانت إحدى دوراته تسمى تاريخ الجنون والأخرى تاريخ المجانين والتي حصلت على جائزة التميز من الجمعية الكندية للتعليم المستمر بالجامعات في عام 2011. كان ديفيد شخصية رئيسية في إطلاق الدراسات المجنونة كتخصص أكاديمي في كندا والمملكة المتحدة. وقد تقاعد في عام 2014. ففي ذلك العام كرم الأصدقاء والزملاء ريفيل من خلال إنشاء منحة ديفيد ريفيل/العمل من أجل التغيير في تاريخ الناس المجانين، ويختارون الفائز سنويًا من مجتمع العمل من أجل التغيير. كما تعمل مؤسسة العمل من أجل التغيير على خلق فرص التعليم والتوظيف للأشخاص الذين يعانون من تحديات الصحة العقلية والإدمان. ثم حصل ريفيل على دكتوراه فخرية في القانون من جامعة كوينز في عام 2015.
لقد كان الغناء جزء كبير من حياته. كما أنه عضو ورجل وطفل في جوقة كنيسة جريس الأنجليكانية في برانتفورد لمدة 10 سنوات. وغنى في مهرجان ماريبوسا الشعبي مع فرقة سباداينا رود تابيرناكل باند في عام 1980 وفي قاعة كارنيجي مع جوقة جديدة هي أول جوقة روك في تورنتو في عام 2015. وهو عضو في جوقة كنيسة إيستمينستر المتحدة في تورنتو (2014-2019).

## روابط خارجية
- التاريخ البرلماني للجمعية التشريعية في أونتاريو